# Эммитсберг
Эммитсберг (англ.  Emmitsburg ) — город в округе Фредерик в штате Мэриленд США.

## Описание
Находится в северном Мэриленде, недалеко от границы с Пенсильванией в 37 км к северо-северо-востоку от Фредерика. Основан в 1780-х годах как Поплар-Филдс или Сильвер-Фэнси, переименован около 1786 года в честь местного землевладельца по имени Эммит (источники расходятся во мнениях относительно его имени).
Первое американское отделение Сестёр Милосердия было основано в Эммитсберге в 1809 году святой Элизабет Энн Сетон, первой коренной американкой, канонизированной Римско-Католической церковью (в 1975 году). Здание, в котором она основала в 1810 году первую приходскую школу в Соединенных Штатах, сохранилось, также как и её могила.

## Население
| 2010 | 2020  |
| ---- | ----- |
| 2814 | ↘2770 |